# Municipio de Vivian (Dakota del Sur)
El municipio de Vivian (en inglés: Vivian Township) es un municipio ubicado en el condado de Lyman en el estado estadounidense de Dakota del Sur. En el año 2010 tenía una población de 146 habitantes y una densidad poblacional de 1,56 personas por km².

## Geografía
El municipio de Vivian se encuentra ubicado en las coordenadas 43°53′27″N 100°18′23″O / 43.89083, -100.30639. Según la Oficina del Censo de los Estados Unidos, el municipio tiene una superficie total de 93.48 km², de la cual 93,47 km² corresponden a tierra firme y (0 %) 0 km² es agua.

## Demografía
Según el censo de 2010, había 146 personas residiendo en el municipio de Vivian. La densidad de población era de 1,56 hab./km². De los 146 habitantes, el municipio de Vivian estaba compuesto por el 96,58 % blancos, el 0,68 % eran amerindios y el 2,74 % eran de una mezcla de razas. Del total de la población el 4,79 % eran hispanos o latinos de cualquier raza.